# La Griffe et la Dent
Pour plus de détails, voir Fiche technique et Distribution.
La Griffe et la Dent est un documentaire animalier français de François Bel et Gérard Vienne, sorti en 1976.

## Synopsis
Le film, entièrement tourné de nuit en Afrique, montre la vie des animaux et, notamment, les scènes de chasse.

## Fiche technique
- Titre : La Griffe et la Dent
- Réalisation : François Bel et Gérard Vienne
- Musique : Michel Fano
- Photographie : François Bel et Gérard Vienne
- Montage : Jacqueline Lecompte
- Son : François Bel et Pierre Ley
- Société de production : Les Cinéastes Animaliers Associés
- Société de distribution : Sédimo (France)
- Pays de production :  France
- Genre : documentaire
- Durée : 98 minutes
- Dates de sortie : 
  - France : mai 1976 au festival de Cannes ; 6 avril 1977 en salles

## Réception critique
Le film est présenté en sélection officielle en compétition lors du festival de Cannes 1976.
Il sort sur les écrans français un an après.

« Ce qu'ont voulu montrer les auteurs est l'autre aspect du règne animal, celui que masque la nuit. Un océan sépare l'attendrissant lionceau, titubant sur ses pattes, du carnassier adulte dans sa quête nocturne. Comme il y a un abîme entre la réserve de chasse ouverte aux instamatics et la brousse soumise à l'implacable loi de la survie. Un univers qui, surpris par l'œil sans complaisance, mais ici honnête, d'une caméra, enchante dans la lumière et terrifie dans la pénombre. La particularité du film se situe donc essentiellement dans les images volées à un monde peu exploré, celui de la nuit, une nuit qui n'est pas là “américaine”, mais authentique. »